# باول بيلو
باول بيلو (بالفرنسية: Dom Bellot)‏ هو مهندس معماري فرنسي، ولد في 7 يونيو 1876 في باريس في فرنسا، وتوفي في 5 يوليو 1944 في مدينة كيبك في كندا.